# Giambologna
Giambologna, Giovanni da Bologna, właśc. Jean de Boulogne (ur. 1529 w Douai, zm. 1608 we Florencji) – florencki rzeźbiarz manierysta, pochodzenia flamandzkiego.
Uczeń Jacques’a Dubroecqa, od 1561 przebywał we Florencji w służbie Medyceuszy. Kształtował swoje rzeźby, korzystając ze schematu figura serpentinata, przez co sprawiają wrażenie niepodlegających prawu ciążenia. Jego posąg Merkury z brązu (1564–1580, w Museo Nazionale del Bargello we Florencji) przedstawia boga unoszącego się wyłącznie tchnieniem wiatru. Innym znanym dziełem Giambologni jest rzeźba Porwanie Sabinek (1581–1583, Loggia dei Lanzi we Florencji).
Twórczość Giambologni wywarła duży wpływ na późniejszych artystów, w tym na Gianlorenzo Berniniego.

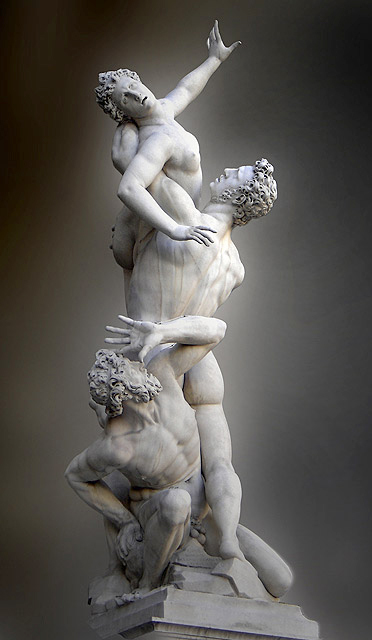
Porwanie Sabinek (1574-82), Florencja
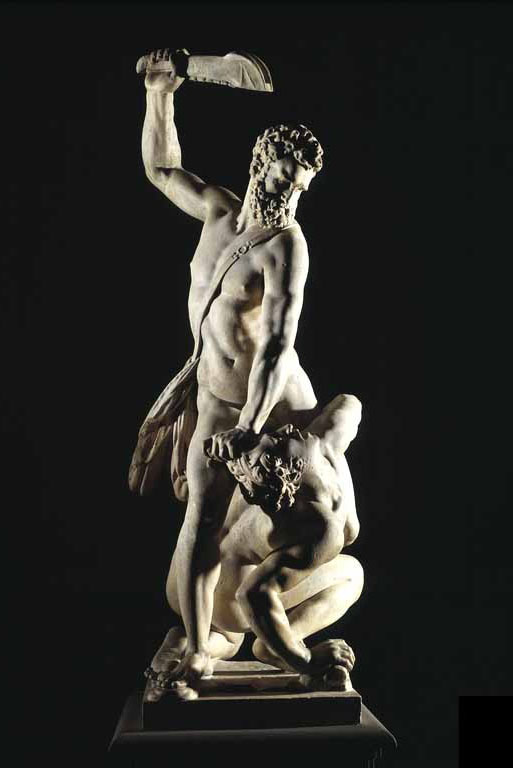
Samson zabijający Filistyna. Muzeum Wiktorii i Alberta, Londyn
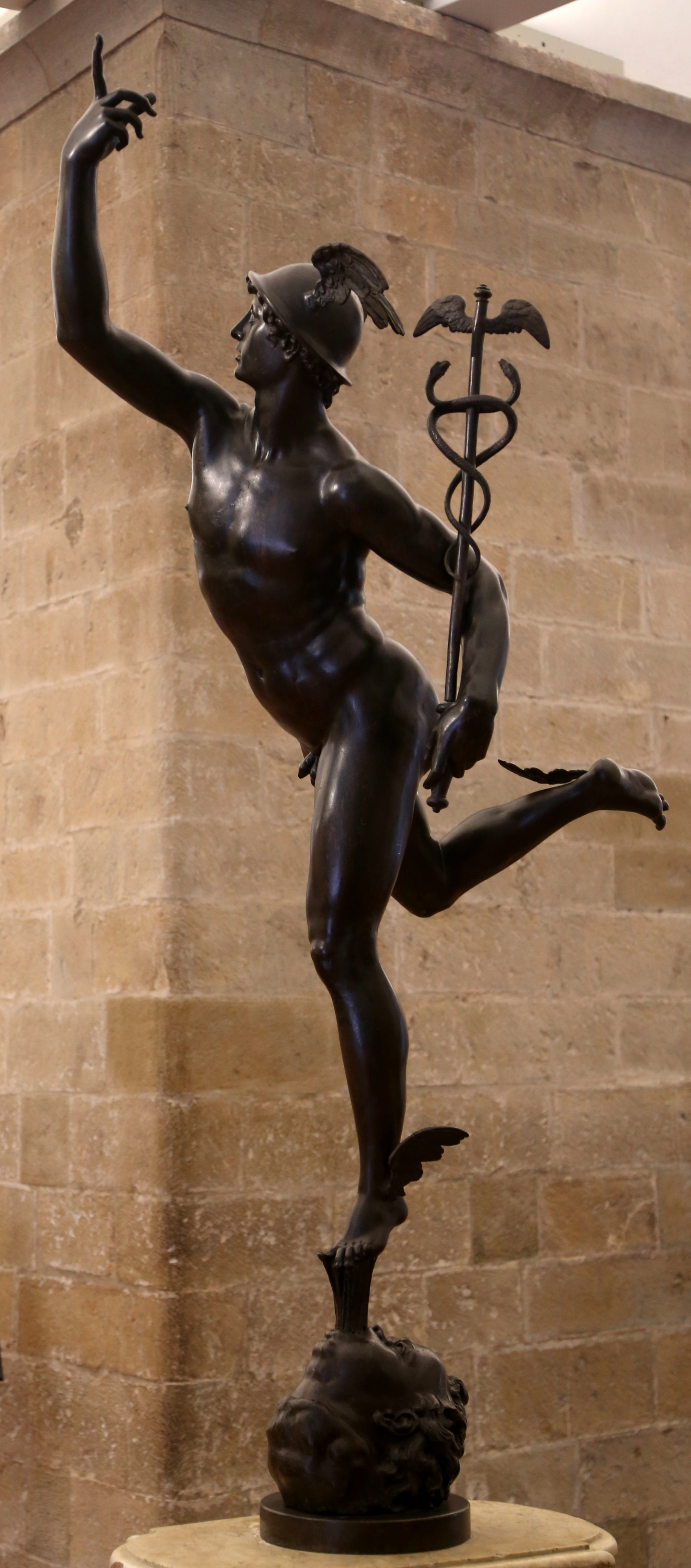
Merkury. Muzeum Bargello, Florencja
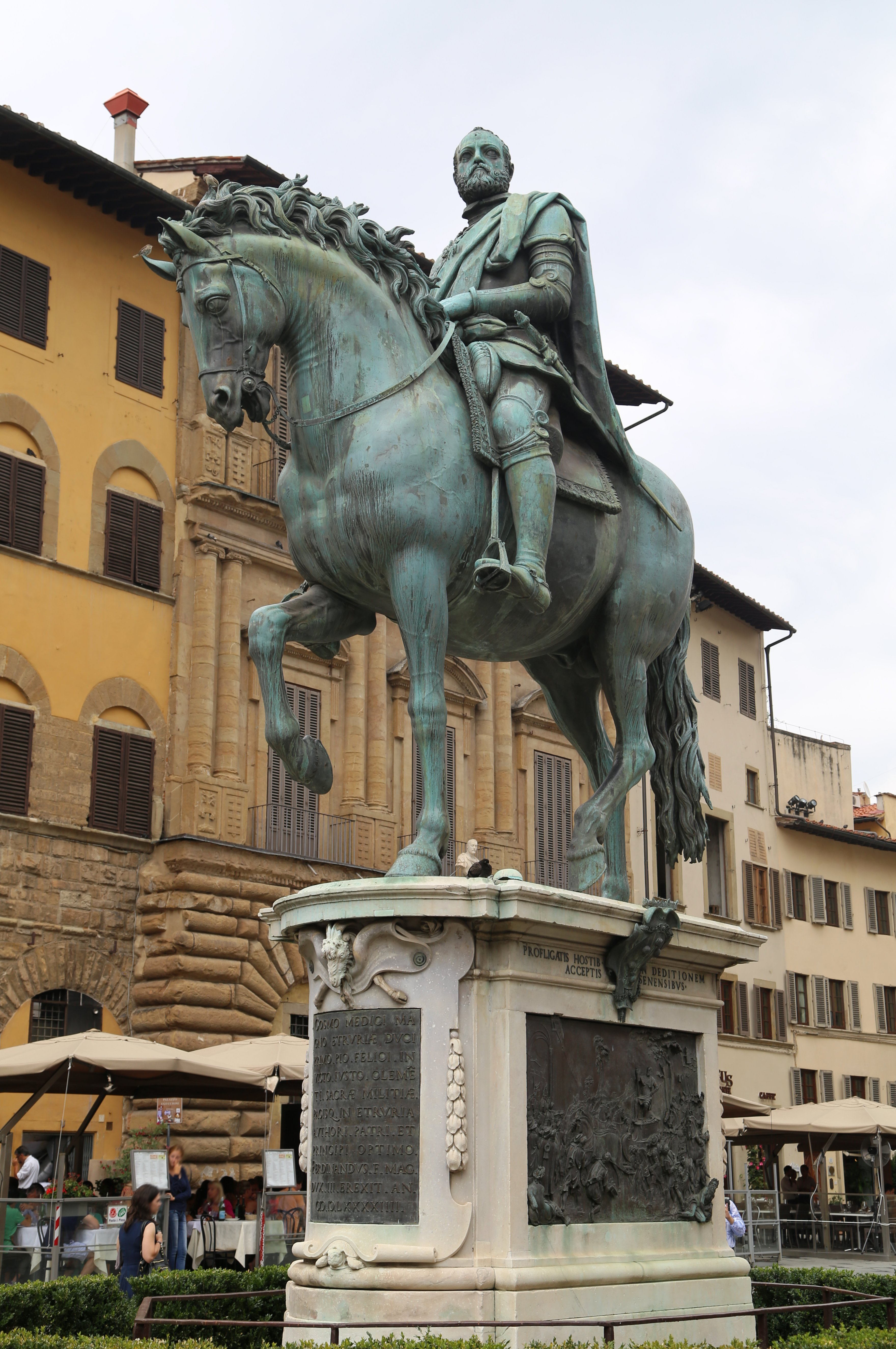
Kosma I Medyceusz. Piazza della Signoria we Florencji
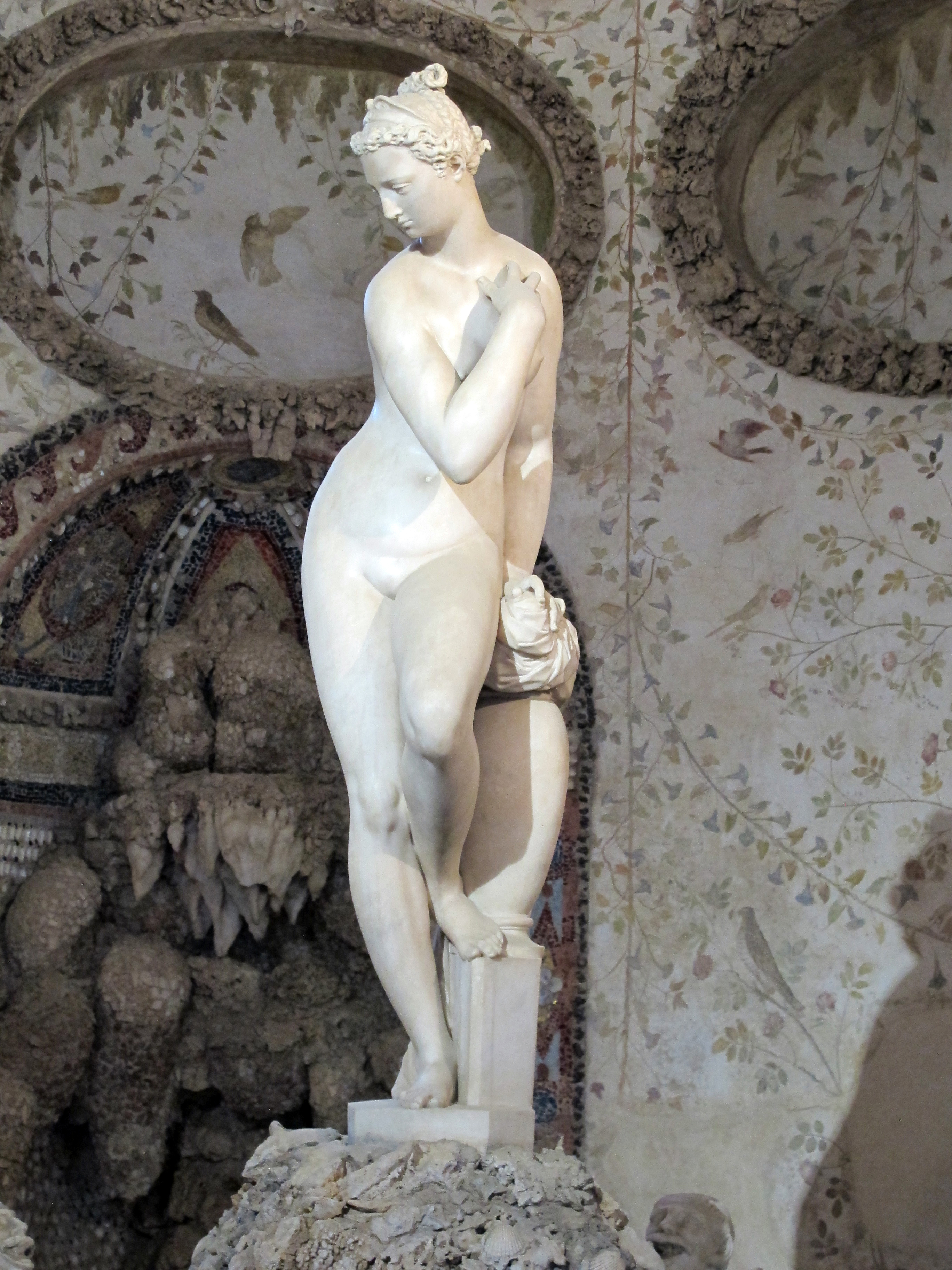
Wenus. Grota Buontalenti, Palazzo Pitti, Florencja
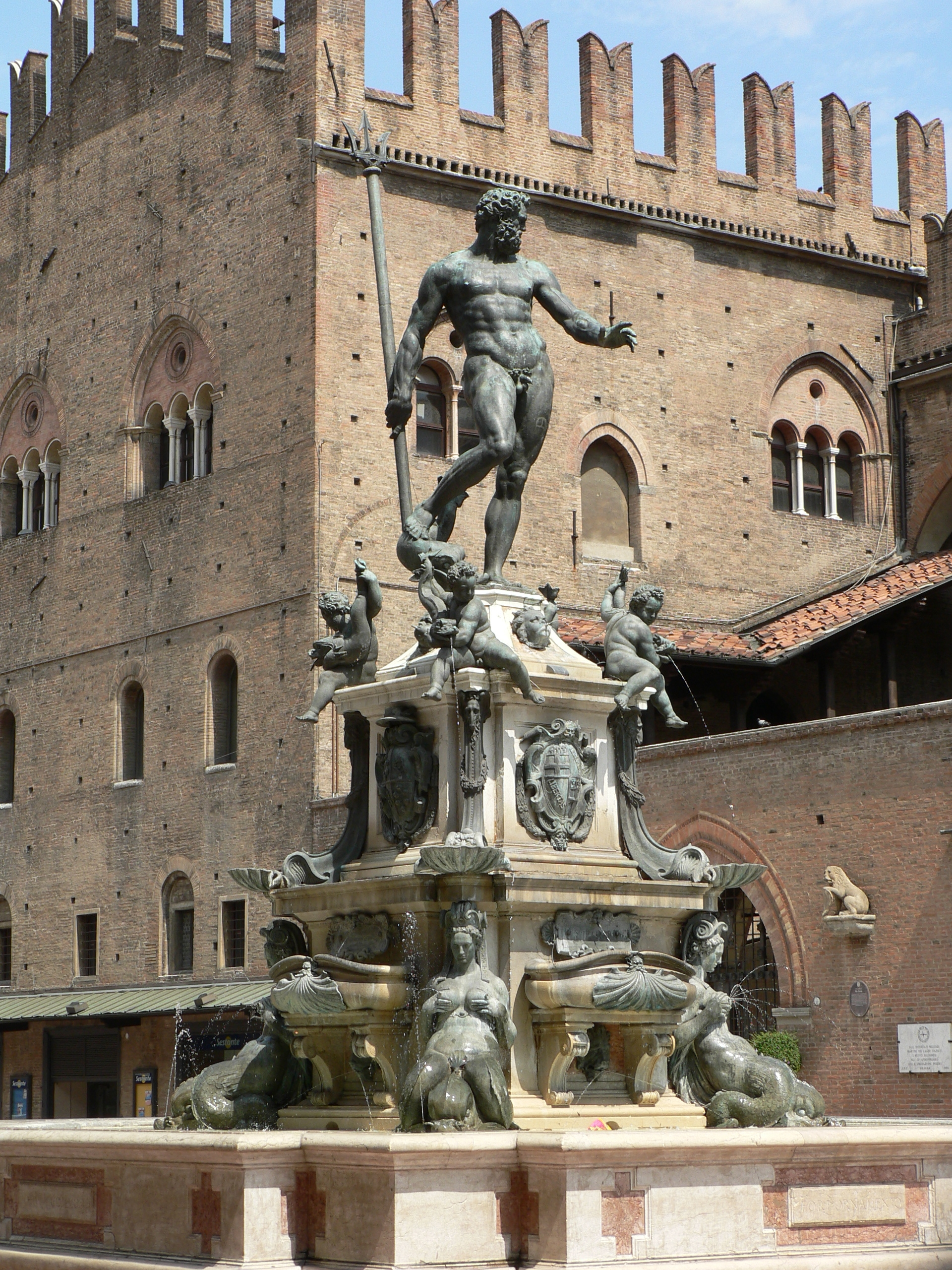
Fontanna Neptuna, Bolonia
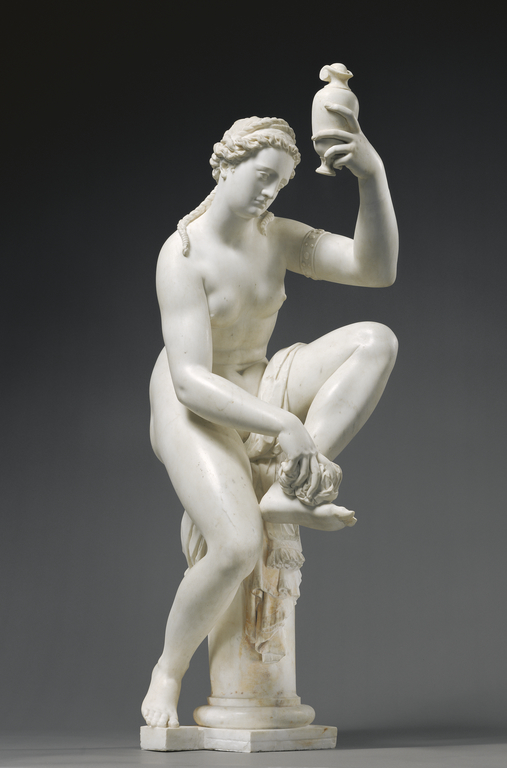
Figura kobieca. J. Paul Getty Museum
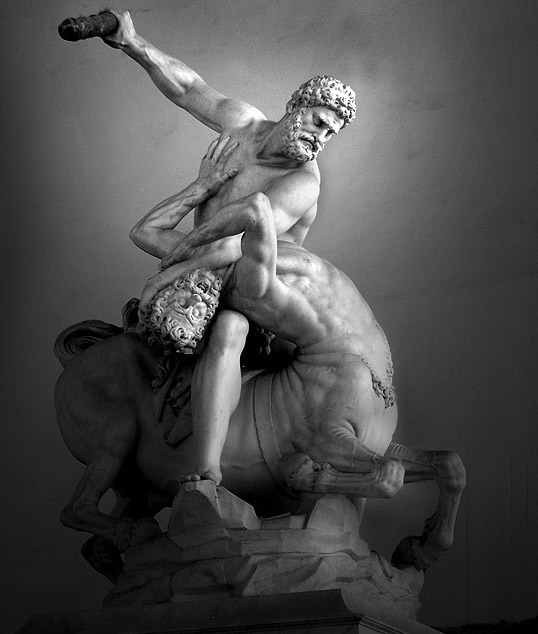
Hercules pokonuje centaura Nessus